# Ernst Marischka
Ernst Marischka (* 2. Jänner 1893 in Wien; † 12. Mai 1963 in Chur, Graubünden) war ein österreichischer Filmregisseur, Filmproduzent, Drehbuchautor und Liedtexter, der auf wienerische, operettenselige Komödienstoffe spezialisiert war. Seine bekanntesten Werke waren die drei Sissi-Spielfilme, die zwischen 1955 und 1957 gedreht wurden.

## Leben
Nach dem Abschluss des Gymnasiums gelangte er über seinen Bruder, den Schauspieler und Regisseur Hubert Marischka, und dessen Freund, den Filmpionier Alexander Graf Kolowrat, zum Film. Seine erste Arbeit war das Drehbuch für das von Kolowrats Filmgesellschaft Sascha produzierte monumentale Operettenspektakel Der Millionenonkel (1913). In der Folge schrieb er bis 1921 aktiv für den Stummfilm Drehbücher, ab 1915 übernahm er auch Regiearbeiten.
Nach einer fast zehnjährigen Pause kehrte er 1931 zum Film als Drehbuchautor zurück. Er war ein Spezialist für kostümrauschende, prachtvoll ausgestattete und mit viel Operettenmusik unterlegte Romanzen, schrieb allerdings auch Manuskripte zu ur-wienerischen Stoffen wie Wiener Blut, Wiener G’schichten und Schrammeln. Weitere Erfolge hatte er in dieser Zeit mit den Drehbüchern zu Mädchenjahre einer Königin und Frau Luna nach der gleichnamigen Ur-Berliner Operette von Paul Lincke.
Marischka wird 1939 in einem Schreiben der Gestapo als Anwärter auf eine Mitgliedschaft in der NSDAP bezeichnet, eine tatsächliche Mitgliedschaft ist nicht nachweisbar.
Mit Beginn der 40er Jahre führte er dann auch wieder erfolgreich Regie, wie 1940 mit Sieben Jahre Pech und der Fortsetzung Sieben Jahre Glück. Nach dem Krieg verlief seine Karriere zunächst weniger erfolgversprechend weiter, seit 1949 auch als Produzent mit seiner Erma-Film. Erst 1954 gelang ihm wieder ein Erfolg mit Mädchenjahre einer Königin, mit der er erstmals die 16-jährige Romy Schneider groß herausstellte. Ab 1955 drehte er dann mit Romy Schneider auch seinen größten Erfolg: die drei Sissi-Filme. 1958 gelang ihm ein beachtenswerter Erfolg mit der Verfilmung von Franz Werfels Der veruntreute Himmel, einer seiner wenigen Verfilmungen von ernsthaften Stoffen mit Annie Rosar in einer ihrer wenigen Hauptrollen. Mit der Erma besaß er seine eigene Produktionsfirma, mit der er fast alle seine österreichischen Nachkriegsfilme auch selbst produziert hatte.
Von Marischka stammen die Texte zu Schlagern wie Ich sing’ mein Lied heut’ nur für dich (1934), Ob blond, ob braun, ich liebe alle Frau’n (1935), Immer wenn ich glücklich bin (1938), Jede Frau hat ein süßes Geheimnis (1939) und Hoch drob’n auf dem Berg (1940). Er schrieb auch den deutschen Text Vergiß mein nicht des bekannten Liedes Non ti scordar di me von Ernesto De Curtis. Ebenfalls von ihm stammt der Text des Wienerlieds Die Reblaus, das er für seinen Film Sieben Jahre Pech schrieb.

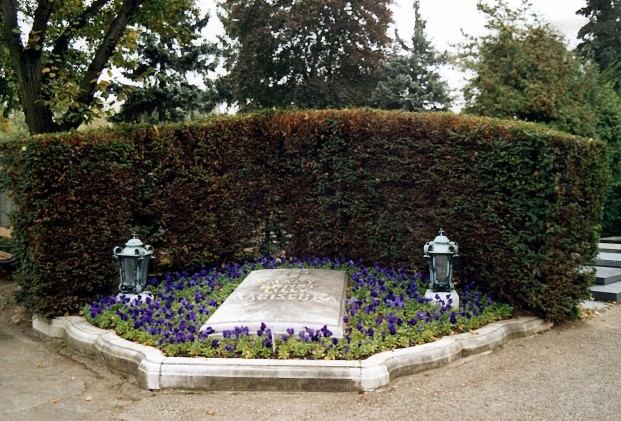
Grabstätte von Ernst Marischka

Ernst Marischka gehört einer Wiener Künstlerdynastie an, als deren Gründervater sein Bruder Hubert gesehen wird, da auch dessen Söhne Franz und Georg im Filmgeschäft tätig waren, ebenfalls als Regisseure und Drehbuchautoren, Georg Marischka auch als Schauspieler (z. B. Forsthaus Falkenau).
Ebenfalls als Schauspielerin tätig war die Ehefrau von Franz Marischka, Alexandra Marischka. In der dritten Generation wird die Familie heute durch die Schauspielerin Nicole Marischka vertreten, in der vierten durch das Geschwisterpaar Gioia und Nico Marischka.
Ernst Marischka ruht auf dem Hietzinger Friedhof in Wien. Im Jahr 2009 wurde im 21. Wiener Gemeindebezirk Floridsdorf die Marischkapromenade nach ihm und zweien seiner Brüder, Carl und Hubert, benannt. 

## Filmografie
Buch und Regie
- 1917: Um ein Weib
- 1918: Fred Roll
- 1940: Sieben Jahre Pech
- 1942: Sieben Jahre Glück
- 1942: Dove andiamo, signora?
- 1943: Sette anni di felicità
- 1943: Ein Walzer mit dir
- 1943: Abenteuer im Grandhotel
- 1944: Der Meisterdetektiv
- 1949: Matthäus-Passion
- 1951: Verklungenes Wien
- 1951: Zwei in einem Auto
- 1952: Saison in Salzburg
- 1952: Hannerl
- 1953: Hurra – ein Junge!
- 1953: Der Feldherrnhügel
- 1953: Du bist die Welt für mich
- 1954: König der Manege
- 1954: Mädchenjahre einer Königin
- 1955: Die Deutschmeister
- 1955: Sissi
- 1956: Opernball
- 1956: Sissi, die junge Kaiserin
- 1957: Scherben bringen Glück
- 1957: Sissi – Schicksalsjahre einer Kaiserin
- 1958: Das Dreimäderlhaus
- 1958: Der veruntreute Himmel
- 1959: Alt Heidelberg

Drehbuch
- 1913: Der Millionenonkel
- 1915: Zwei Freunde
- 1927: Der Orlow (Operette)
- 1931: Die Verliebte Firma
- 1932: Voyage de noces
- 1932: Der Orlow
- 1932: Paris-Méditerranée
- 1932: Zwei in einem Auto
- 1932: Ich will nicht wissen, wer du bist
- 1932: Hochzeitsreise zu dritt
- 1933: Waltzes from Vienna (Musical)
- 1933: Muß man sich gleich scheiden lassen
- 1933: Ein Lied für Dich
- 1933: Tout pour l'amour
- 1933: Rákóczi induló
- 1934: La Chanson de l'adieu
- 1934: The Queen’s Affair
- 1934: Mein Herz ruft nach dir
- 1934: My Song for You
- 1934: Mon coeur t'appelle
- 1934: Frühjahrsparade
- 1934: Abschiedswalzer
- 1935: Stradivarius
- 1935: Winternachtstraum
- 1935: Eva
- 1935: Stradivari
- 1935: Ich liebe alle Frauen
- 1935: Vergiss mein nicht
- 1935: J'aime toutes les femmes
- 1936: Mädchenjahre einer Königin
- 1936: Konfetti (Confetti)
- 1937: Zauber der Bohème
- 1938: Die Unruhigen Mädchen (Finale)
- 1938: Dir gehört mein Herz
- 1938: Immer, wenn ich glücklich bin
- 1939: Opernball
- 1939: Das Abenteuer geht weiter
- 1939: Marionette
- 1939: Premiere der Butterfly (Il Sogno di Butterfly)
- 1940: Rosen in Tirol
- 1940: Pazza di gioia
- 1940: Wiener G’schichten
- 1940: Melodie eterne
- 1941: Dreimal Hochzeit
- 1941: Frau Luna
- 1942: Wiener Blut
- 1944: In flagranti
- 1944: Schrammeln
- 1944/46: Die Fledermaus
- 1945: Sag’ die Wahrheit (unvollendet)
- 1946: Sag’ die Wahrheit
- 1947: Addio Mimí!
- 1950: Hochzeitsnacht im Paradies
- 1951: Amore e sangue
- 1951: Schatten über Neapel
- 1953: Du bist die Welt für mich
- 1961: Saison in Salzburg
- 1962: Hochzeitsnacht im Paradies

Story
- 1940: Spring Parade
- 1945: Polonaise (A Song to Remember)

## Auszeichnungen
- 1946: Oscarnominierung für die beste Originalgeschichte zu Polonaise (A Song to remember)